# Горакшеп
Горакшеп (непальск. गोराशप) — озеро, а также небольшая шерпская деревня около него. Расположены на высоте 5164 (5207) метров над уровнем моря, недалеко от Джомолунгмы, в комитете сельского развития Кумджунг-7, район Кхумбу (или Солукхумбу), административная зона Сагарматха, Восточный регион развития, Непал.
«Gorak Shep» на шерпском языке означает «мёртвый ворон». Озеро полностью высохшее, у него обнажено дно. В деревне занимаются обслуживанием туристов, альпинистов и носильщиков, поскольку климат на таких высотах не подходит для сельского хозяйства.
Здесь находился базовый лагерь швейцарской экспедиции 1952 года. Позднее базовый лагерь восходителей на Джомолунгму был перемещён поближе к горе, к нижнему краю Ледопада Кхумбу. Сейчас путь от Горакшепа до Базового лагеря Джомолунгмы занимает от 1,5 до 2,5 часов. Горакшеп — последнее стационарное поселение на этом пути восхождения. Горакшеп можно посетить без разрешения на восхождение, далее такое разрешение уже потребуется.
Сейчас в Горакшепе есть горный приют для носильщиков и высокогорный отель.
Без акклиматизации на такой высоте человек начинает испытывать симптомы высотной болезни.
Лучшее время года для горных походов в этой местности — весна (март-апрель) и осень (октябрь-ноябрь), когда в горах ясная погода, а температура не слишком низкая.
Зимой (с декабря по февраль) походы тоже возможны; но большинство горных приютов и гостиниц закрыты, тропы заснежены и может стоять сильный мороз.
Несмотря на отдалённость, в будущем планируется обеспечить Горакшеп высокоскоростным доступом в Интернет и телефонной связью через спутниковый ретранслятор. Также есть проект по производству и использованию биогаза.
Территория дна озера используется для захоронения отходов и мусора, вынесенного шерпами с базового лагеря Эвереста.

## Галерея
- Подход к Горакшеп с юга
- Вид на Горакшеп сверху. Позади – Кхумбу
- Вид на Джомолунгму и Нупцзе из Горакшепа
- Вид на Пумори из Горакшепа